# 퀸터 브런슨
퀸터 브런슨(영어: Quinta Brunson 퀸타 브런슨[*], 1989년 12월 21일 ~ )은 미국의 작가, 프로듀서, 배우, 코미디언이다.

## 출연 작품

### 텔레비전
- 애봇 초등학교 (2021-) - 재닌 티그스 역